# La'a Maomao
La'a Maomao es, en la mitología hawaiana,  el dios del viento. Fue creado en medio del caos por su padre, el dios del sol. En gran parte una entidad de beneficencia, es el dios del perdón.